# 德斯特里昂 (路易斯安那州)
德斯特里昂（英語：Destrehan）是位於美國路易斯安那州聖查爾斯堂區的一個普查規定居民點。

## 人口
根據2020年美國人口普查的數據，德斯特里昂的面積為18.07平方千米，當中陸地面積為15.46平方千米，而水域面積為2.61平方千米。當地共有人口11340人，而人口密度為每平方千米627.56人。